# Felipe G. Calderon

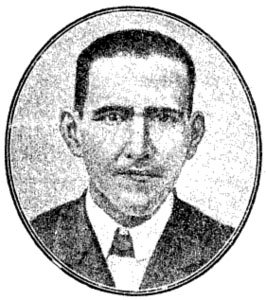
Feliqe G. Calderon

Felipe Gonzáles Calderón y Roca (* 4. April 1868; † 6. Juli 1908) war ein philippinischer Rechtsanwalt und Autor der Malolos-Verfassung, die als erste republikanische Verfassung in Asien gilt. Er wurde als Sohn von Jose Gonzales Calderon und Manuela Roca in Santa Cruz de Malabon geboren.
Sein Studium absolvierte er am Ateneo de Municipal, heute Ateneo de Manila University, und schloss 1885 mit dem akademischen Titel des Bachelor of Arts ab. Er sollte auf Wunsch seiner Mutter die Priesterschaft anstreben, so schrieb er sich an der Päpstlich und Königlichen Universität des heiligen Thomas von Aquin in Manila (UST) ein und nahm verschiedene Jobs an, um das Studium der Rechtswissenschaften zu finanzieren. Er arbeitete für die spanische Tageszeitung La Oceania Española und schrieb pro-philippinische Artikel. Er resignierte jedoch, da kaum Artikel veröffentlicht wurden und er kein Geld erhielt. Calderon gab aus diesem Grunde Nachhilfeunterricht, unter anderem für den Sohn für Don Francisco Roxas. Roxas war großzügig und finanzierte Calderon Reisen nach Hongkong, Singapur und Indien. Als er zurückkehrte, ließ er sich in Bauan nieder und heiratete Josefa Amurao.
Calderon schloss sein Studium 1893 ab mit dem Lincenciate of Law ab und arbeitete anschließend in Cayetano Arellanos Anwaltskanzlei, bevor er in der Provinz Cavite seine eigene Kanzlei eröffnete. 1895 schrieb er sich erneut an der UST ein, um Philosophie, Naturwissenschaften und Literatur zu studieren. Als 1896 die Philippinische Revolution ausbrach und der Ruf des Falkennestes erklang, wurde der liberal denkende Calderon inhaftiert und in der Fuerza de Santiago eingesperrt. Nach seiner Freilassung 1897 lebte er zurückgezogen in Manila mit seiner Familie. Nachdem die Revolution nach dem Ende der Republik von Biak-na-Bato zum Stillstand kam und Emilio Aguinaldo nach Hongkong ging, scheint jedoch bei ihm ein Umdenken eingesetzt zu haben. Nachdem Aguinaldo im Mai 1898 nach Manila zurückkehrte, offerierte Calderon ihm seine Dienste.
Calderon wurde im September 1898 auf dem Revolutionskongress in Malolos zum Vertreter der Provinz Palawan berufen. Ihm wurde die Aufgabe zuteil eine Verfassung auszuarbeiten. Der Entwurf wurde auf dem Kongress kontrovers diskutiert, besonders der Artikel fünf. Calderon schrieb in seinen Entwurf, dass der Katholizismus die Staatsreligion der Philippinen werden soll. Dieser Artikel wurde von den Delegierten des Kongresses geändert, so dass die verabschiedete Verfassung die Freiheit der Religionswahl und die Trennung von Staat und Kirche vorsah.
Einige Monate nachdem der Philippinisch-amerikanische Krieg ausgebrochen war, begann Calderon mit der von den USA eingesetzten Schurman-Kommission zusammenzuarbeiten. Er half den US-Behörden bei der Umstrukturierung der Gemeinden auf den Philippinen. Im selben Jahr gründete er die Organisation Colegio de Abogados de Manila und die juristische Fakultät Escuela de Derecho. 1904 wurde er von der Taft-Kommission beauftragt das erste zivile Strafgesetzbuch der Philippinen auszuarbeiten. 1905 gründete er die Associacion Historica de Filipinas, die von Mai 1905 bis April 1906 das Magazin Historica de Filipinas herausgab. Später wurde er Herausgeber der Encyclopedia Filipina, die jedoch nicht regelmäßig erschien. Er schrieb populärwissenschaftliche Essays über die Geschichte der Philippinen und unter anderem die Biographien Jose Maria Basa und Lorenzo Guerrero. Wichtige Essays waren El Mes de  Agosto  en  la  Historia  Patria (1896-1906), Mis Memorias Sobre la Revolucion (1907),  Documentos para la historia de Filipinas.
Felipe G. Calderon starb am 6. Juli 1908 im Saint Paul's Hospital in Manila.